# Engels (ville)
Pour les articles homonymes, voir Engels (homonymie).
Engels (en russe : Энгельс, Enguels ; ISO 9 : Ėngel's, en allemand : Kosakenstadt) est une ville de l'oblast de Saratov, en Russie d'Europe. Sa population s'élevait à 212 899 habitants en 2013.

## Géographie
Engels est située sur la rive gauche de la Volga, en face de Saratov, à laquelle elle est reliée depuis 1965 par le pont de Saratov, long de 3 kilomètres. Engels est située à 735 kilomètres au sud-est de Moscou. Engels et Marks (Marx), située plus en amont sur la rive gauche du  fleuve, sont éloignées d'environ 51 kilomètres à vol d'oiseau.

## Histoire

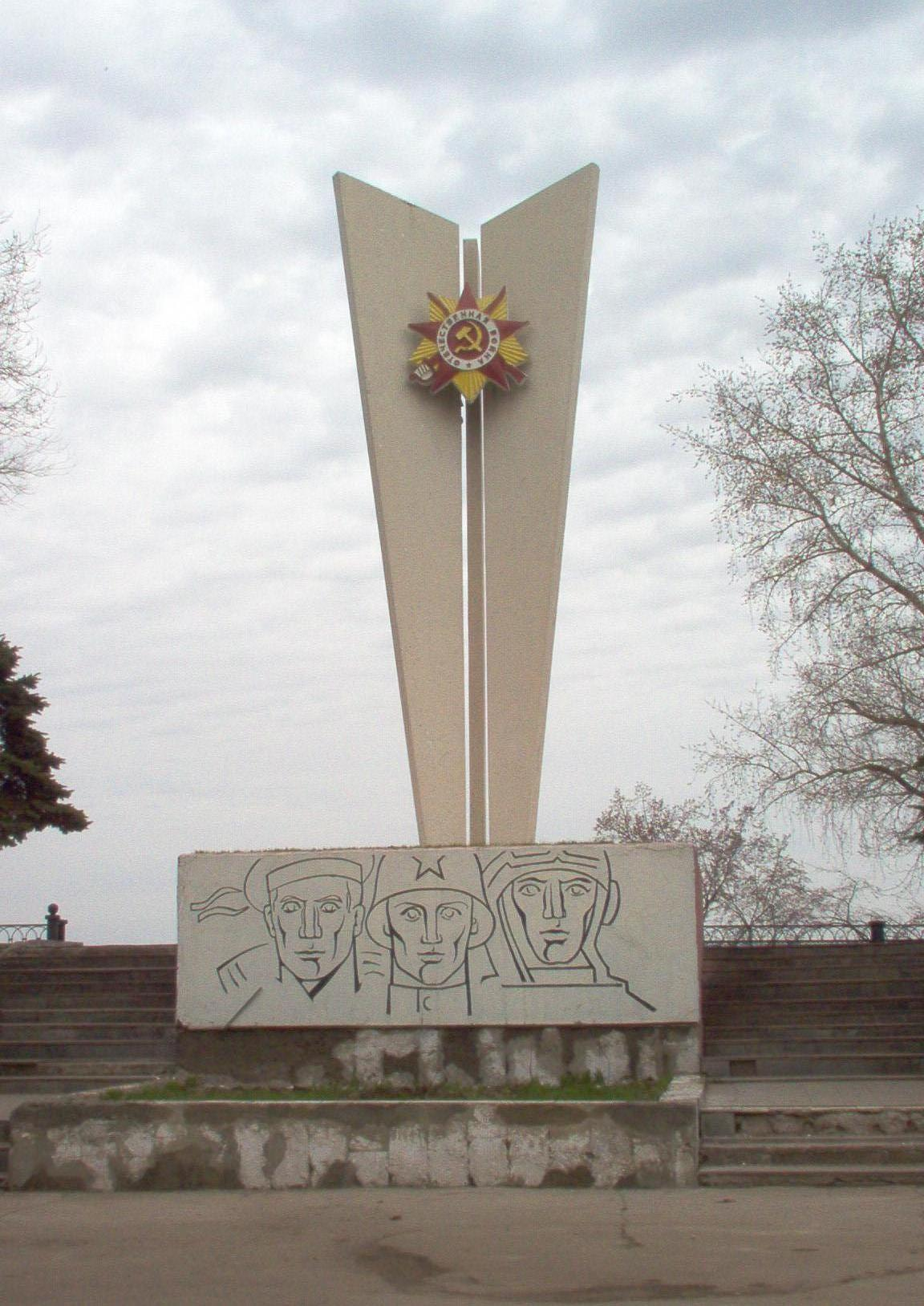
Monument de la guerre à Engels.

La sloboda Pokrovskaïa (en russe : Покровская слобода) est fondée en 1747 à l'origine par des colons ukrainiens venus mettre en valeur cette région vierge puis par des Allemands à l'appel de Catherine II. Elle est renommée Pokrovsk (en russe : Покровск, en allemand : Kosakenstadt, c'est-à-dire « Ville des Cosaques ») lorsqu'elle obtient le statut de ville en 1914. La ville devient la capitale de la république socialiste soviétique autonome des Allemands de la Volga en 1924, puis est rebaptisée Engels en 1931 en l'honneur de Friedrich Engels.

## Population
Recensements (*) ou estimations de la population
| 1897*  | 1926*  | 1931   | 1939*  | 1959*  | 1970*   |
| ------ | ------ | ------ | ------ | ------ | ------- |
| 20 000 | 34 065 | 42 400 | 68 923 | 90 724 | 130 066 |

| 1979*   | 1989*   | 2002*   | 2010*   | 2012    | 2013    |
| ------- | ------- | ------- | ------- | ------- | ------- |
| 161 349 | 181 201 | 193 984 | 202 419 | 207 462 | 212 899 |

## Personnalités
- Alfred Schnittke (1934–1998), compositeur
- Vladimir P. Gerdt (1947-2021), mathématicien, est né à Engels
- Gennadiy Korban (1949), lutteur, champion olympique
- Iouri Charguine (1960), cosmonaute
- Arty (1989), producteur et disc jockey de musique électronique

## Économie
Engels concentre plusieurs entreprises dans le domaine de la construction automobile, particulièrement l'usine de trolleybus Trolleïboussny zavod ou Trolza (Троллейбусный завод). Elle emploie 1 750 salariés (2007)